# Фишер, Геррит
Геррит Фишер (нидерл. Gerrit Fischer; 28 августа 1916, Амстердам — 22 ноября 1984, там же) — нидерландский футболист, игравший на позиции нападающего. На протяжении всей своей карьеры выступал за амстердамский клуб «Аякс», за который провёл 240 матчей и забил 97 голов в чемпионате Нидерландов. Трижды становился чемпионом страны и один раз выигрывал с клубом Кубок Нидерландов.

## Биография
Геррит Фишер в возрасте шестнадцати лет пришёл в амстердамский «Аякс» по приглашению главного тренера Джека Рейнолдса. Двумя годами позже Фишер в возрасте 18 лет дебютировал в основной команде «Аякса» 16 сентября 1934 года в матче против «Ксерксеса».
Свой последний матч за «Аякс» Геррит провёл 27 июня 1950 года в матче против «Лимбургия», матч завершился поражением «Аякса» 6:0. В общей сложности Геррит провёл 240 матчей и забил 97 мячей в чемпионате.
Помимо того что Геррит много забивал за «Аякс», он так же отмечался многочисленными результативными передачами на нападающего Пита ван Ренена, который часто забивал именно с паса Фишера.
После окончания карьеры Геррит продолжал работать в «Аяксе» в качестве одного из тренеров.
Геррит Фишер умер в возрасте 68 лет 22 ноября 1984 года в Амстердаме.

## Достижения
- Чемпион Нидерландов: 1936/37, 1938/39, 1946/47
- Обладатель Кубка Нидерландов: 1943